# Euglenes atronotatus
Euglenes atronotatus là một loài bọ cánh cứng trong họ Aderidae. Loài này được Pic miêu tả khoa học năm 1917.